# Estonian Air
Estonian Air war die nationale Fluggesellschaft Estlands mit Sitz in Tallinn und Basis auf dem Flughafen Tallinn-Lennart Meri.

## Geschichte

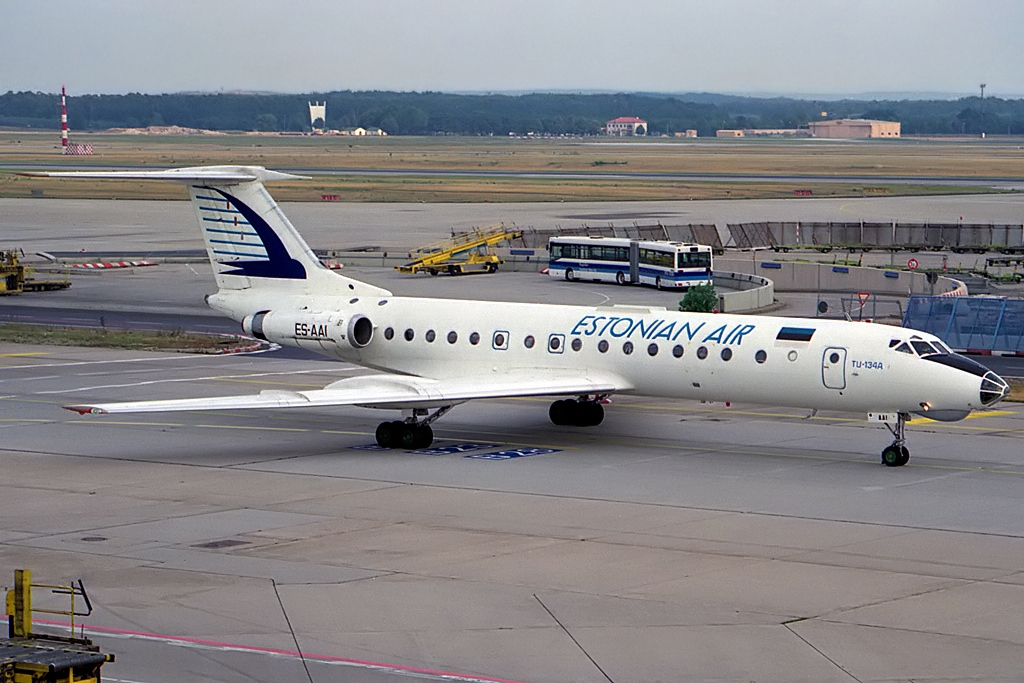
Tupolew Tu-134A der Estonian Air, 1994

Die nationale Fluggesellschaft Estlands wurde bereits kurz nach der wiedererlangten Unabhängigkeit Estlands als staatliche Aktiengesellschaft am 1. Dezember 1991 gegründet. Seit 1995 wurden die russischen Flugzeuge schrittweise durch Boeing 737-500 ersetzt, einem Typ mit üblicherweise 100 bis 110 und maximal 140 Sitzen. Die Umstellung auf Flugzeuge westlicher Bauart war 1996 mit dem Leasing zweier Fokker 50 von Mærsk Air abgeschlossen. Im April 2006 wurde die Flotte durch eine Boeing 737-300 verstärkt. Dieses Flugzeug verfügte über 142 Sitzplätze und flog vorher für Air New Zealand.
Die staatliche Fluggesellschaft wurde 1996 vom estnischen Staat privatisiert. Die verkauften Anteile von 66 % gingen zu 49 % an die dänische Fluggesellschaft Mærsk Air und zu 17 % an die estnische Investmentgesellschaft AS Cresco. Seit 2003 war SAS Scandinavian Airlines mit 49 % an Estonian Air beteiligt.
Am 6. März 2008 nahm die Tochtergesellschaft Estonian Air Regional mit zunächst zwei Saab 340A ihren Flugbetrieb auf Regionalstrecken auf.

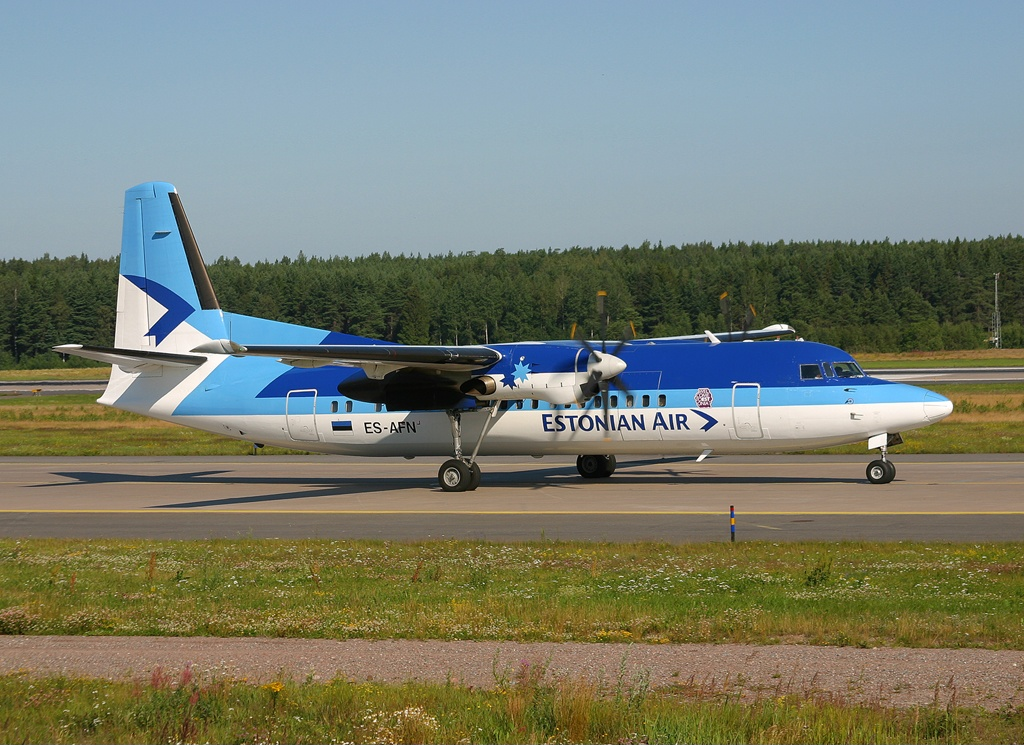
Fokker 50 der Estonian Air, 2002

Bis Ende 2012 verließen die letzten Boeing 737 die Flotte der Estonian Air. Im April 2013 folgten die Saab 340, die bis dahin unter der nun aufgegebenen Tochtermarke Estonian Air Regional betrieben wurden.
Zum 27. November 2013 kündige Estonian Air alle Verträge mit Air Lituanica aufgrund unbezahlter Rechnungen. Bis dahin betrieb Estonian eine Embraer 170 für die neu gegründete litauische Gesellschaft.
Die Fluggesellschaft erzielte seit 2006 nur Verluste. Die EU-Kommission stellte laut Wettbewerbskommissarin Margrethe Vestager fest, dass Estonian von der Regierung unerlaubte Beihilfen erhalten hat und daher 85 Mio. € plus Zinsen zurückzahlen müsse. Darüber hinaus untersagte die Kommission die Auszahlung von geplanten Staatshilfen in Höhe von 40 Mio. €, da diese gegen EU-Wettbewerbsrecht verstoßen würden. Mit Wirkung vom 8. November 2015 stellte Estonian daraufhin den Flugbetrieb aufgrund der hohen Schulden ein. Die Regierung hat vorsorglich vor der Entscheidung eine neue staatliche Gesellschaft namens Nordic Aviation gegründet, die insbesondere in Kooperation mit Adria Airways 8 Verbindungen ab Tallinn bedient.

## Flugziele
Estonian Air flog von ihrer Heimatbasis in Tallinn aus nach Amsterdam, Brüssel, Kiew, Moskau, St. Petersburg, Paris, Nizza, Kopenhagen, Oslo, Stockholm, Trondheim und Vilnius. Im deutschsprachigen Raum wurden in Deutschland Hamburg, sowie saisonal München, Berlin-Tegel und Wien in Österreich bedient. Einige andere Ziele – darunter Hannover, London und Riga – waren schon in der Vergangenheit eingestellt worden.

## Flotte

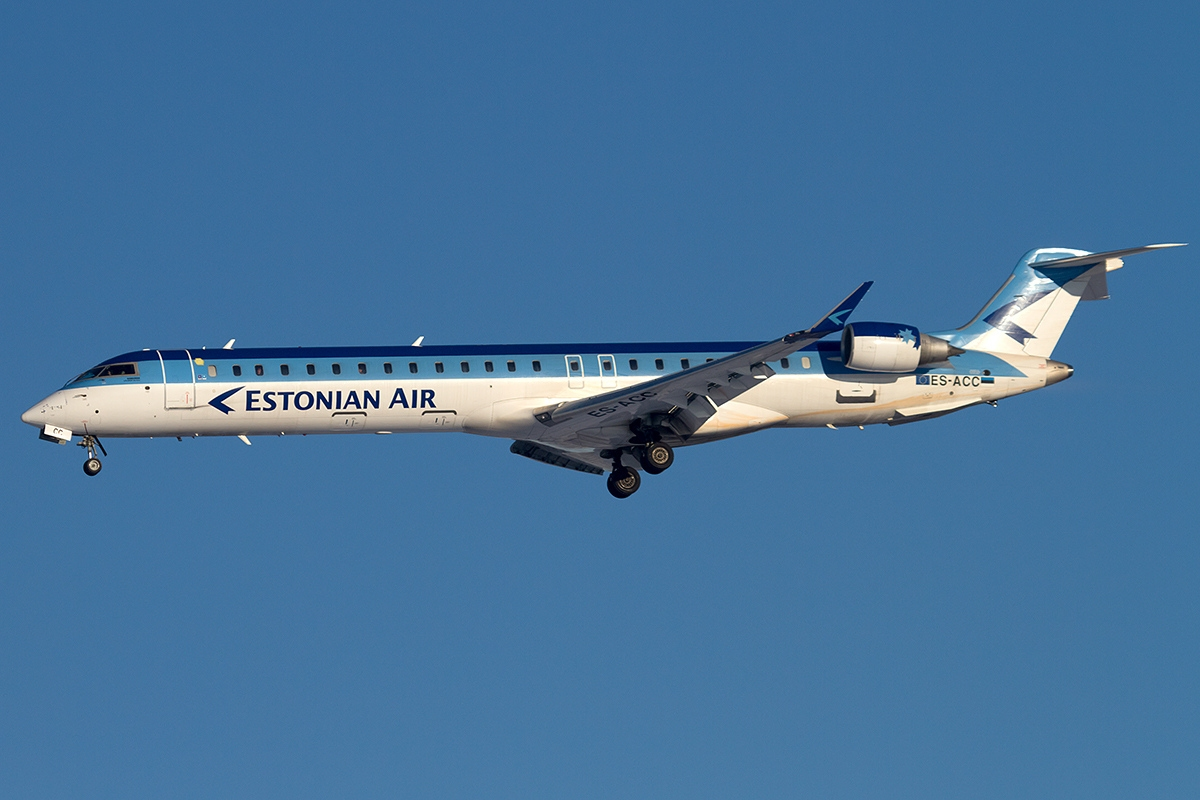
Bombardier CRJ900 der Estonian Air, 2014

Mit Stand Juni 2015 bestand die Flotte der Estonian Air aus acht Flugzeugen mit einem Durchschnittsalter von 8 Jahren:
| Flugzeugtyp       | aktiv | bestellt | Anmerkungen                                                                                  | Sitzplätze |
| ----------------- | ----- | -------- | -------------------------------------------------------------------------------------------- | ---------- |
| Bombardier CRJ900 | 3     |          |                                                                                              | 88         |
| Embraer 170       | 4     | 3        | Zwei im Wetlease für Austrian Airlines betrieben, Gehen im Dezember wieder an Finnair zurück | 76         |
| Embraer 190       |       | 1        |                                                                                              | – offen –  |
| Saab 340B         | 1     |          | betrieben durch Nextjet                                                                      | 33-36      |
| Gesamt            | 8     | 4        |                                                                                              |            |